# Джумгалтау
Джумгалта́у, Джумгал-Тоо (кирг. Жумгал тоо) — горный хребет в северной части Тянь-Шаня, в Кыргызстане.
Хребет вытянут в субширотном направлении на более чем 100 км. Максимальная высота — 3948 м. На западе ущельем реки Кёкёмерен отделяется от хребта Сусамыртау. Джумгалтау сложен туфогенными песчаниками, известково-слюдистыми сланцами и гранитами. На склонах — луга с арчовыми стланиками, луговые степи с кустарниками, участки арчовников и еловых лесов.